# Rimini (chanson)
Pour les articles homonymes, voir Rimini (homonymie).
Rimini est une chanson écrite, composée et interprétée par les Wampas sortie en 2006. 
La chanson est un hommage au cycliste Marco Pantani qui trouva la mort par overdose dans un hôtel de la ville italienne de Rimini après plusieurs années d'errance.

## Genèse
L'italien Marco Pantani était un grimpeur cycliste vainqueur du Tour de France 1998. Après avoir marqué la fin des années 1990, il est compromis dans des histoires de dopage qui le plongent dans une période de fragilité où il continue de consommer des stupéfiants. Finalement, il trouva la mort par overdose le 14 février 2004 dans une chambre d'hôtel de Rimini dans laquelle il était reclus depuis plusieurs semaines. Il est malgré tout considéré par beaucoup comme l'un des meilleurs grimpeurs de l'histoire du cyclisme sur route.
Didier Wampas, qui avait déjà montré sa passion du vélo dans sa chanson Jalabert, était un fan de Pantani. « Non mais vraiment, qu’est-ce qu’il lui a pris ? Je m’étais arrêté une nuit à Rimini, j’avais trouvé cela “super pas beau”. Quand j’ai appris qu’il était mort là-bas, tout seul dans une chambre d’hôtel, cela m'a tellement foutu les boules que je me suis dit qu’il fallait que j’écrive une chanson. Mais je ne l’ai pas fait tout de suite, pour qu’elle ne soit pas larmoyante. » 

## Commentaires
La chanson s'adresse directement à Marco Pantani et lui adresse une question : Pourquoi être allé mourir à Rimini ? À ce sujet, Rimini fait les frais de cette chanson pour souligner l'absurdité d'avoir choisi cette ville pour mourir :
« Le soir quand l'Italie est triste 

Elle ressemble à Rimini. »
« Oui à côté de Rimini, même Palavas a l'air sexy 

Car à côté de Rimini, La Grande-Motte ressemble à Venise »
Le refrain rappelle la grande carrière de grimpeur de Pantani et espère qu'à force de grimper trop vite « [il] n'a pas raté le paradis ».
Marco Pantani était également surnommé « le pirate » d'où les allusions à Barbe Noire et à tous les pirates. Dans le dernier couplet, Didier Wampas prédit que Pantani reviendra un jour avec ses amis pirates pour anéantir Rimini, théâtre de sa déchéance.

## Anecdotes
- La famille du cycliste a refusé que des images de Pantani soient utilisées pour la réalisation du clip. Le clip a donc été tourné au Pays basque avec un cycliste chauve comme lui.
- Une version italienne a également été enregistrée.

## Reprises
- La chanson fut reprise par Sanseverino sur l'album live Sanseverino aux Bouffes du Nord en 2008.